# Eugen von Bonomi
Eugen von Bonomi (* 4. Oktober 1908 in Orșova; † 24. April 1979 in Schorndorf) war ein deutscher Gymnasiallehrer und Volkskundler der Donauschwaben.

## Leben und Wirken
Der im Banat geborene Eugen von Bonomi absolvierte 1927 seine Reifeprüfung in Stuhlweißenburg und studierte dann bis 1931 Germanistik und Romanistik an der Universität Budapest bzw. der Universität Dijon. Nach dem Referendariat im Schuldienst legte er 1933 das Staatsexamen für den höheren Schuldienst ab und promovierte anschließend zum Dr. phil. an der Universität Budapest. Bis 1944 arbeitete er dann als wissenschaftlicher Assistent am Germanistischen Seminar dieser Universität. Wissenschaftlich beschäftigte er sich eingehend mit der Volkskunde der Donauschwaben, besonders im Ofener Bergland und veröffentlichte hierüber. Ende 1944 übersiedelte er nach Österreich, wo er Anfang 1946 nach Deutschland abgeschoben wurde. In Schorndorf fand er eine Beschäftigung als Gymnasiallehrer; dort unterrichtete er bis zum Eintritt in den Ruhestand Französisch, Deutsch und Geschichte. Seine wissenschaftliche Beschäftigung mit der Volkskunde der Donauschwaben setzte er fort. 1975 wurde der mit dem Donauschwäbischen Kulturpreis und dem Bundesverdienstkreuz ausgezeichnet.

## Veröffentlichungen (Auswahl)
- Die Ansiedlungszeit des Ofner Berglandes. Hirzel, Leipzig 1940.
- Die Glocken im Leben des deutschen Volkes im Ofner Bergland. Budapest 1942.
- Die deutsche Bauernhochzeit im Ofner Bergland. Budapest 1943.
- Mein Weg als Volkskundler. In: Jahrbuch für ostdeutsche Volkskunde, Bd. 8 (1964), S. 273–290.
- Der deutsche Bauer und seine Haustiere im Ofner Bergland. In: Jahrbuch für ostdeutsche Volkskunde, Bd. 9 (1965), S. 21–69.
- Die Gassennamen des Ofner Berglandes (Ungarn) im deutsche Volksmund. In: Gedenkschrift für Harold Steinacker (1875–1965) (= Buchreihe der Südostdeutschen Historischen Kommission, Bd. 16). Oldenbourg, München 1966, S. 328–356.
- Deutsche aus dem Ofner Bergland in Ungarn auf Wallfahrt. In: Jahrbuch für ostdeutsche Volkskunde, Bd. 14 (1971), S. 239–277.
- Deutsche Blasmusik im Ofner Bergland (Ungarn) und ihr Schicksal in der neuen Heimat. In: Jahrbuch für ostdeutsche Volkskunde, Bd. 16 (1973), S. 307–405.
- Meine Gewährsleute im Ofner Bergland in Ungarn. In: Jahrbuch für ostdeutsche Volkskunde, Bd. 17 (1974), S. 52–86.
- Von Volksärzten und Zaubersprüchen. Aus der deutschen Volksmedizin des Ofner Berglandes in Ungarn. In: Jahrbuch für ostdeutsche Volkskunde, Bd. 18 (1975), S. 227–261.
- Die ungarische Abtei Telki unter den Wiener Schotten (1702–1881). Deutsche und ungarische Bauern bei Benediktinern (= Veröffentlichungen des Südostdeutschen Kulturwerks, Reihe B, Bd. 35). Verl. des Südostdt. Kulturwerkes, München 1977.
- Die katholische Bevölkerung des Ofner Berglandes in Ungarn im Spiegel der kirchlichen Visitationsberichte des 18. Jahrhunderts. In: Jahrbuch für ostdeutsche Volkskunde, Bd. 21 (1978), S. 279–293.

Außerdem zahlreiche weitere Aufsätze vor allem in Fachzeitschriften.